# 밀리언 달러 호텔
《밀리언 달러 호텔》(영어: The Million Dollar Hotel)은 2000년 공개된 독일, 미국, 영국의 드라마 영화이다.

## 줄거리
로스앤젤레스의 한 호텔에는 각양각색의 사람들이 살고 있다. 그중 톰톰과 엘로이즈는 연인 관계이다. 이야기는 이 호텔에 거주하던 거대 미디어 재벌 아들의 갑작스러운 죽음에서 시작된다. 재벌 아버지는 아들의 죽음에 대한 진실을 파헤치기 위해 FBI 요원에게 조사를 의뢰한다. 영화는 이 사건을 중심으로 호텔 거주자들의 삶과 복잡한 관계들이 얽히고설키면서 전개된다.

## 출연
- 제러미 데이비스 - 토머스 "톰톰" T. 배로 역
- 밀라 요보비치 - 엘로이즈 역
- 멜 깁슨 - J.D. 스키너 수사관 역
- 지미 스미츠 - 저로니모 역
- 페테르 스토르마레 - 딕시 역
- 어맨다 플러머 - 비비언 역
- 글로리아 스튜어트 - 제시카 역
- 톰 바우어 - 헥터 역
- 도널 로그 - 찰리 베스트 수사관 역
- 버드 코트 - 쇼티 역
- 줄리언 샌즈 - 테런스 스코피 역
- 콘래드 로버츠 - 스틱스 역
- 해리스 율린 - 스탠리 골드키스 역
- 샬레인 우더드 - 진 스위프트 역
- 엘런 클레그혼 - 말린 역
- 리처드 에드슨 - 조 역
- 티토 라리바 - 지주 역
- 팀 로스 - 이즈리얼 "이지" 골드키스 역 (크레디트 미기재)
- 보노 - 호텔 로비의 남성 역 (크레디트 미기재)

## 우리말 녹음
KBS 성우진
- 김일 - 톰톰(제러미 데이비스)
- 양지운 - 스키너(멜 깁슨)
- 이선 - 엘로이즈(밀라 요보비치)
- 이재용 - 저로니모(지미 스미츠)
- 서광재 - 존 딕시(페테르 스토르마레)
- 김혜미 - 비비언(어맨다 플러머)
- 이호인 - 베스트(도널 로그)
- 한상덕 - 스틱스 (콘래드 로버츠)
- 장승길 - 쇼티(버드 코트)
- 성완경
- 이연희 - 마이아
- 안종국
- 김정희
- 박상훈
- 장우영